# Frederick Sullivan
Frederick Sullivan (18 de julio de 1872 – 24 de julio de 1937) fue un actor y director cinematográfico de origen inglés, cuya carrera desempeñó principalmente en la época del cine mudo. Dirigió un total de 34 filmes entre 1913 y 1923, actuando en 29 films rodados entre 1913 y 1935. También fue actor teatral.

## Biografía
Su nombre completo era Frederic Richard Sullivan, y nació en Pimlico, Londres (Inglaterra), siendo sus padres Fred Sullivan y Charlotte Louisa Lacy (1841–1885). Su tío era el compositor Arthur Sullivan.  Tuvo siete hermanos y hermanas: Amy Sophie (1863–1947), Florence Louise (1865–1891), Edith Mary (1866–1877), Herbert Sullivan (1868–1928), Maud "Cissie" Helen (1870–1940), George Arthur (1874–1919) y William Lacy (1877–1902). El padre de Sullivan falleció en 1877, dejando a su mujer embarazada al cargo de siete hijos menores de catorce años. Tras morir el padre, su tío Arthur visitó a la familia a menudo convirtiéndose en guardián de todos los niños. Charlotte Louisa Lacy se casó en 1881 con el Capitán Benjamin Hutchinson, un hombre 13 años menor que ella.
En diciembre de 1883, por urgirlo el hermano de Charlotte, William Lacy, la familia emigró a Los Ángeles, California, en los Estados Unidos, permaneciendo su hermano Herbert con su tío Arthur en Londres. Charlotte falleció en enero de 1885, un año después de su llegada a América. El padrastro de Sullivan, Hutchinson, incapaz de supercar la pérdida y de asumir sus responsabilidades, volvió pronto a Inglaterra, dejando a los seis hermanos supervivientes (Edith había muerto) al cargo de su tío William, que disponía del apoyo financiero del otro tío, Arthur. En 1885 la familia hizo un viaje de turismo por el Oeste de Estados Unidos con su tío Arthur, que siguió dándoles apoyo hasta el momento de su muerte, ocurrida en 1900.
Sullivan se casó con Kate Webb en 1902, y la pareja tuvo dos hijas, Helen Mary (1906–1966) y Sheila (nacida en 1919). Kate falleció en 1921.
Entre las actuaciones cinematográficas de Sullivan figura la que llevó a cabo en la película de los Hermanos Marx Sopa de ganso. También actuó en el teatro, trabajando en varios espectáculos representados en el circuito de Broadway entre 1905 y 1931.
Frederick Sullivan falleció en Los Ángeles, California, en 1937, a los 65 años de edad.

## Filmografía

### Actor
- A Campaign Manageress, de Carl Gregory (1913)
- The Memory Tree, de Lorimer Johnston (1915)
- You Can't Always Tell, de William Garwood (1915)
- The White Terror
- A Tailor-Made Man
- The Face on the Bar-Room Floor, de John Ford (1923)
- Beggar on Horseback, de James Cruze (1925)
- Winds of Chance, de Frank Lloyd (1925)
- The Steeplechaser
- Doomsday, de Rowland V. Lee (1928)
- The Black Watch
- Prince of Diamonds
- Around the Corner
- Once a Gentleman, de James Cruze (1930)
- Along Came Youth, de Lloyd Corrigan y Norman Z. McLeod (1930)
- Scandal Sheet, de John Cromwell (1931)
- The Vice Squad, de John Cromwell (1931)
- Murder by the Clock, de Edward Sloman (1931)
- Monkey Business
- The Road to Reno, de Richard Wallace (1931)
- Hot Saturday
- Evenings for Sale
- The Match King
- Billion Dollar Scandal, de Harry Joe Brown (1933)
- Luxury Liner
- A Lady's Profession
- Blind Adventure
- Sopa de ganso, de Leo McCarey (1933)
- All the King's Horses
- Search for Beauty
- Bolero
- You're Telling Me!
- Thirty Day Princess
- Hat, Coat, and Glove
- Dames, de Ray Enright (1934)
- Pursued, de Louis King (1934)
- I Sell Anything
- Here Is My Heart
- The Florentine Dagger
- The Man Who Broke the Bank at Monte Carlo, de Stephen Roberts (1935)

### Director
- The Grafters (1913)
- The Hoodoo Pearls (1913)
- The Good Within (1913)
- The Big Boss (1913)
- The Adventures of a Diplomatic Freelance
- A Leak in the Foreign Office (1914)
- The Cat's Paw (1914)
- A Debut in the Secret Service  (1914)
- His Reward (1914)
- A Mohammedan Conspiracy (1914)
- Gold (1914)
- Zudora, codirigida con Howell Hansel (1914)
- The Country Girl (1915)
- Crossed Wires (1915)
- When the Fleet Sailed (1915)
- Mr. Meeson's Will (1915)
- The Phantom Witness (1916)
- The Spirit of the Game (1916)
- Master Shakespeare, Strolling Player (1916)
- The Fugitive (1916)
- The Fear of Poverty (1916)
- Saint, Devil and Woman (1916)
- The Pillory (1916)
- Divorce and the Daughter (1916)
- Her Life and His (1917)
- When Love Was Blind (1917)
- The Cove of Missing Men (1918)
- The Solitary Sin (1919)
- Sic-Em (1920)
- His Four Fathers (1921)
- His Bitter Half (1921)
- Naughty Mary Brown (1921)
- Southern Exposure (1921)
- Assault and Flattery (1921)
- Spiking the Spooks (1921)
- Oh, Brother! (1921)
- Exit Quietly (1921)
- A Pair of Sexes (1921)
- The Courtship of Myles Standish (1923)

### Guionista
- His Reward, de Frederick Sullivan (1914)
- Ain't Love Grand?, de Al Christie (1920)
- Standing Pat, de Ford Sterling (1921)

### Productor
- Cymbeline, de Lucius Henderson (1913)